# Байрачний лісок північно-східної частини Іванівської балки
Байрачний лісок північно-східної частини Іванівської балки — повна назва втраченої природоохоронної території у Дніпропетровській області.
Оголошено ботанічною пам'яткою природи місцевого значення рішенням виконкому Дніпропетровської обласної Ради депутатів трудящих № 1004 від 23 грудня 1969 року «Про пам'ятки природи місцевого значення». Опис при створення: «Являє собою байрачний ліс з дубами віком 90-100 років і більше, з ділянками первісної степової рослинності. Площа 0.7 Га».
22 червня 1972 року виконком Дніпропетровської обласної ради депутатів трудящих ухвалив рішення № 391, згідно з «Додатком 6» якого Байрачний лісок північно-східної частини Іванівської балки виключаються з реєстру пам'ятників місцевого значення, як такий, що не відповідають новій класифікації, в зв'язку з втратою наукового, природоохоронного та іншого значення.